# フラミーニオ駅
フラミーニオ - ポーポロ広場 (Flaminio - Piazza del Popolo) は、ローマ地下鉄のA線にある駅の一つで、1980年に開業した地下駅である。本来の名前は「Flaminio」だったが、2000年に現在のものとなった。
駅はフラミーニオ広場、アウレリアヌス城壁のすぐ外のフラミーニオ区にあり、ポーポロ広場に隣接し、カンポ・マルツィオ地区の近くとなる。
駅のアトリウムはアルテメトロ・ローマを受賞したモザイクで飾られている。展示されているモザイクの作者は、パオロ・ドラーツィオとLee Doo Shik (韓国) となっている。
地上出入り口は:
- ヴィッラ・ボルゲーゼの記念入口の左、ローマ - ヴィテルボ線の隣。
- ポーポロ門の右。
- フラミーニオ広場の安全地帯の中、トラム2番の始発の隣

2番線はフラミーニオ広場とスタディオ・フラミーニオ、アウディトリウム、パラッツェット・デッロ・スポルト、スタディオ・オリンピコを繋ぐ。

## 周辺
- ヴィッラ・ボルゲーゼ
- ポーポロ広場
- ポーポロ門
- サンタ・マリーア・デル・ポーポロ
- ピンチョ
- コルソ通り
- バブイーノ通り
- マルグッタ通り
- リペッタ通り

## 施設
駅には以下の施設がある:
- エスカレーター

## ローマ - ヴィテルボ
フラミーニオは、ローマ＝ヴィテルボ線の駅の名前にもなっている。この路線は伝統的に「ローマ・ノルド」とも呼ばれる。

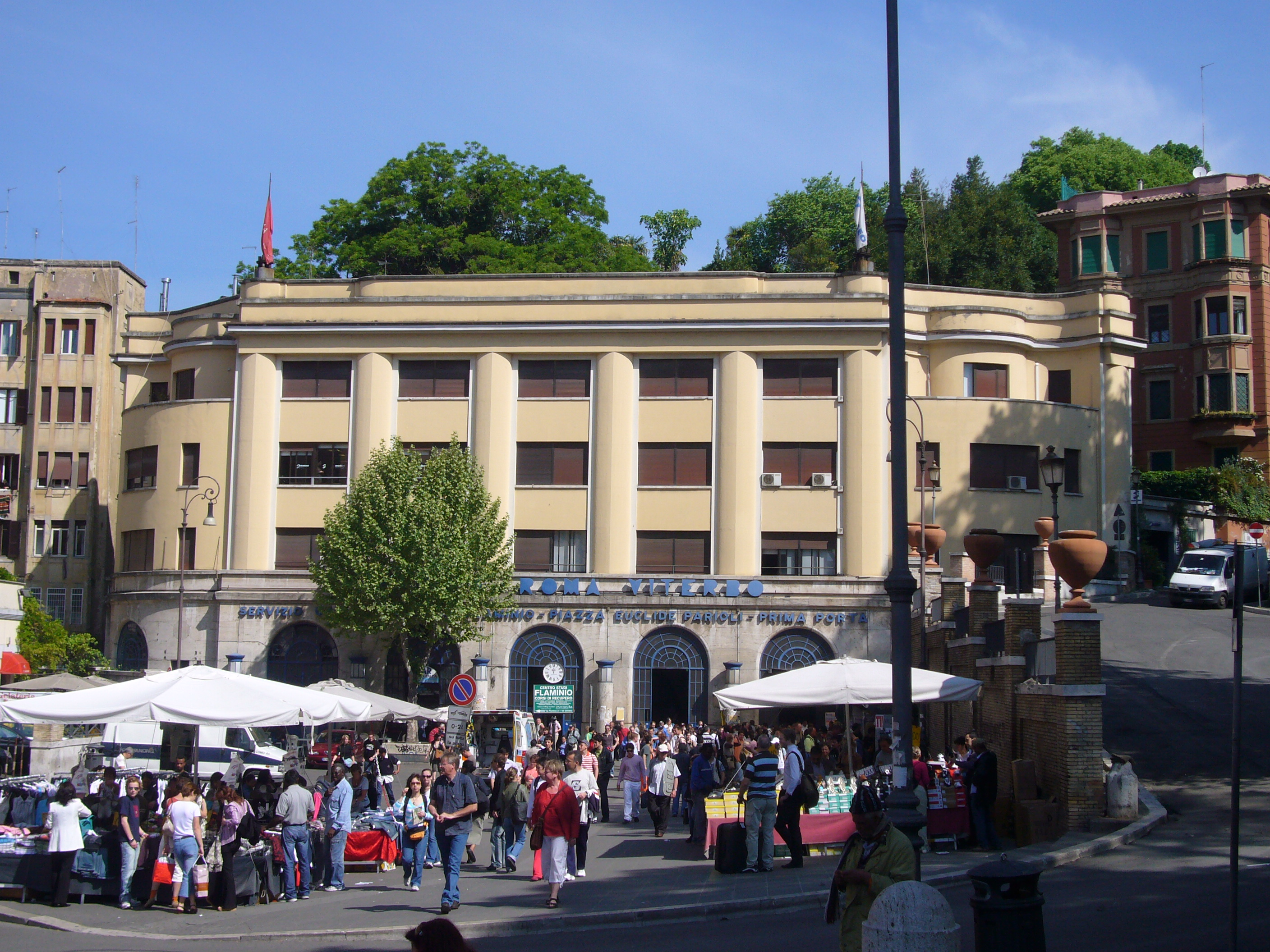
正面

駅はアリオダンテ・バッセロの設計により建てられた三階建ての建物の一階にある。
地下の空間は約100mの長さで、島式ホームとなっている。
駅からは近郊列車が発着し、チーヴィタ・カステッラーナ経由でヴィテルボ方面に行くモンテベッロ駅への始発駅となっている。
路線はローマ進軍の10周年にあたる1932年10月28日に運用開始された、民間会社SRFN (Società Romana per le Ferrovie del Nord) により運営された。それで一般的にこの線は「ローマ・ノルド」と呼ばれていた。
1970年に郊外交通と地方地下鉄線の大々的な再構築がおこなわれ、STEFERがSRFNの全株式を入手、そして1976年11月にSTEFERはA.CO.TRA.Lとなり後にCotralとなった。
2000年にCotralは郊外新交通線との接続線の運営会社、地下鉄と許可鉄道を運営する会社とに分けられた。
後者は最初はメトロフェッロ (Metroferro)、最終的に2001年3月には Met.Ro. (Metropolitana di Roma)と名付けられた。

## 施設
駅には以下の施設がある:
- 切符売場